# Marta Corredera
Marta Corredera Rueda (Tarrasa, España, 8 de agosto de 1991) es una exfutbolista española que jugó como defensa en la sección femenina del Real Madrid Club de Fútbol de la Primera División de España desde la temporada 2020-21. Desde septiembre del 2011 fue internacional con la selección española con su debut contra Selección femenina de Turquía, partido disputado en Estambul para la clasificación a la Eurocopa femenina 2013.

## Trayectoria
Sus primeros pasos fueron en el R. C. D. Español, en donde consiguió varios títulos con grandiosas actuaciones, llegando a ganar 2 Copas de la Reina consecutivamente. Después de un par de años con las pericas, llegó al F. C. Barcelona, donde aumentó aún más su nivel de juego siendo una pieza fundamental en la escuadra azulgrana. En su primer año logra una Copa de la Reina, en el segundo consigue La Liga y en el tercer año consigue ambas competiciones en una temporada histórica.
En su cuarto año en el F. C. Barcelona, volvió a conseguir dos de los tres títulos posibles en una temporada, la Copa de la Reina y La Liga, quedando eliminada en cuartos de final de la Liga de Campeones. En su último año, consiguió ganar La Liga. Después de cinco años en el equipo azulgrana, dio el paso al extranjero y fichó por el Arsenal Ladies, donde ganó varios títulos.
Tras su estancia en Inglaterra, fichó por el Atlético de Madrid y en su primer año en el equipo rojiblanco ganó la La Liga y pudo jugar la  Liga de Campeones. En su segundo año, también consiguió alzarse con la La Liga por segundo año consecutivo.

## Selección nacional
Participó en las clasificatorias para la Eurocopa Femenina 2013, que se realizó en Suecia, en las que convirtió un gol ante Turquía. Aunque a pesar de su buena participación, no entró en la lista definitiva de Ignacio Quereda. También participó en el Mundial de Canadá 2015, donde finalmente jugó como delantera en los tres partidos de fase de grupos que disputó España. Donde no consiguió ninguna victoria, empató frente a Costa Rica (1-1), perdió contra Brasil (1-0) y también perdió frente a Corea del Sur (2-1). Disputó un total de 163 minutos y dio una asistencia en el gol de Vero Boquete, la capitana de la selección, en el partido frente a Corea del Sur. En la Copa de Algarve 2017, el 1 de marzo, alcanzó los 50 partidos como internacional con la absoluta. En junio de 2019 participó en la Copa Mundial Femenina de Fútbol celebrada en Francia siendo una de las jugadoras más veteranas de la selección con 70 partidos.

## Estadísticas

### Clubes
Actualizado al último partido disputado el 1 de junio de 2022.
| R. C. D. Espanyol · España  | 2008-09       | 1.ª           | 26  | 4  | 5  | 1 | –  | – | 31  | 5  |
| R. C. D. Espanyol · España  | 2009-10       | 1.ª           | 22  | 5  | 3  | – | –  | – | 25  | 5  |
| R. C. D. Espanyol · España  | Total club    | Total club    | 48  | 9  | 8  | 1 | 0  | 0 | 56  | 10 |
| F. C. Barcelona · España    | 2010-11       | 1.ª           | 23  | 4  | 3  | 2 | –  | – | 26  | 6  |
| F. C. Barcelona · España    | 2011-12       | 1.ª           | 32  | 9  | 1  | – | –  | – | 33  | 9  |
| F. C. Barcelona · España    | 2012-13       | 1.ª           | 30  | 10 | 5  | 1 | 2  | – | 37  | 11 |
| F. C. Barcelona · España    | 2013-14       | 1.ª           | 30  | 6  | 5  | 1 | 6  | 2 | 41  | 9  |
| F. C. Barcelona · España    | 2014-15       | 1.ª           | 29  | 11 | 2  | – | 4  | – | 35  | 11 |
| F. C. Barcelona · España    | Total club    | Total club    | 144 | 40 | 16 | 4 | 12 | 2 | 172 | 46 |
| Arsenal F. C. Inglaterra    | 2015          | 1.ª           | 8   | –  | 8  | 3 | –  | – | 16  | 3  |
| Arsenal F. C. Inglaterra    | 2016          | 1.ª           | 11  | –  | 2  | – | –  | – | 13  | 0  |
| Arsenal F. C. Inglaterra    | Total club    | Total club    | 19  | 0  | 10 | 3 | 0  | 0 | 29  | 3  |
| Atlético de Madrid · España | 2016-17       | 1.ª           | 22  | 7  | –  | – | –  | – | 22  | 7  |
| Atlético de Madrid · España | 2017-18       | 1.ª           | 28  | 3  | 4  | 1 | 1  | – | 33  | 4  |
| Atlético de Madrid · España | Total club    | Total club    | 50  | 10 | 4  | 1 | 1  | 0 | 55  | 11 |
| Levante U. D. · España      | 2018-19       | 1.ª           | 24  | –  | 2  | – | –  | – | 26  | 0  |
| Levante U. D. · España      | 2019-20       | 1.ª           | 14  | 2  | 1  | – | –  | – | 15  | 2  |
| Levante U. D. · España      | Total club    | Total club    | 38  | 2  | 3  | 0 | 0  | 0 | 41  | 2  |
| Real Madrid C. F. · España  | 2020-21       | 1.ª           | 29  | 2  | 1  | – | –  | – | 30  | 2  |
| Real Madrid C. F. · España  | 2021-22       | 1.ª           | 7   | –  | –  | – | 6  | – | 13  | 0  |
| Real Madrid C. F. · España  | 2022-23       | 1.ª           | –   | –  | –  | – | –  | – | 0   | 0  |
| Real Madrid C. F. · España  | Total club    | Total club    | 36  | 2  | 1  | 0 | 6  | 0 | 43  | 2  |
| Total carrera               | Total carrera | Total carrera | 335 | 63 | 42 | 9 | 19 | 2 | 396 | 74 |
| 1. 2.                       |               |               |     |    |    |   |    |   |     |    |

### Selecciones

#### Goles como internacional
| # | Fecha                    | Lugar                                  | Rival           | Gol   | Resultado | Competición                 | Ref.      |
| - | ------------------------ | -------------------------------------- | --------------- | ----- | --------- | --------------------------- | --------- |
| 1 | 17 de septiembre de 2011 | Estadio Recep Tayyip Erdoğan, Turquía  | Turquía         | 1 - 9 | 1 - 10    | Clasificación Eurocopa 2013 | [ rep 1 ] |
| 2 | 27 de noviembre de 2013  | Estadio Fernando Torres, España        | República Checa | 3 - 0 | 3 - 2     | Clasificación Mundial 2015  | [ rep 2 ] |
| 3 | 15 de septiembre de 2016 | Ciudad del Fútbol de Las Rozas, España | Montenegro      | 7 - 0 | 13 - 0    | Clasificación Eurocopa 2017 | [ rep 3 ] |

## Palmarés

### Campeonatos nacionales
| Título             | Club               | Año  |
| ------------------ | ------------------ | ---- |
| Copa               | R. C. D. Espanyol  | 2009 |
| Copa               | R. C. D. Espanyol  | 2010 |
| Copa               | F. C. Barcelona    | 2011 |
| Campeonato de Liga | F. C. Barcelona    | 2012 |
| Campeonato de Liga | F. C. Barcelona    | 2013 |
| Copa               | F. C. Barcelona    | 2013 |
| Campeonato de Liga | F. C. Barcelona    | 2014 |
| Copa               | F. C. Barcelona    | 2014 |
| Campeonato de Liga | F. C. Barcelona    | 2015 |
| Copa de Liga       | Arsenal L. F. C.   | 2015 |
| Copa               | Arsenal L. F. C.   | 2016 |
| Campeonato de Liga | Atlético de Madrid | 2017 |
| Campeonato de Liga | Atlético de Madrid | 2018 |